# Patrick Battiston
Pour les articles homonymes, voir Battiston.
Patrick Battiston est un footballeur international français, né le 12 mars 1957 à Amnéville (Moselle). Il joue au poste de libéro ou d'arrière latéral droit du début des années 1970 au début des années 1990.
Formé au FC Metz, il joue ensuite à l'AS Saint-Étienne avec qui il remporte le championnat de France en 1981. Après trois ans chez les Verts, il rejoint les Girondins Bordeaux où il remporte de nouveau le titre de champion de France en 1984, 1985 et 1987 ainsi que la Coupe de France en 1986. Après un passage à l'AS Monaco et un nouveau titre de champion en 1988, il termine sa carrière aux Girondins de Bordeaux en 1991.
Il compte 56 sélections en équipe de France pour trois buts marqués. Avec les Bleus, il remporte le championnat d'Europe en 1984 et termine quatrième de la Coupe du monde en 1982  et troisième en 1986.
Son oncle, Raymond Battiston, a également été footballeur.

## Biographie

### Carrière en club
Après avoir débuté dans l'école de foot de Talange, ce défenseur droitier est formé au FC Metz, où il s'impose en Division 1 et découvre l'équipe de France. Parti à l'AS Saint-Étienne, il explose et remporte son premier titre de champion de France. 
En 1983, il débarque aux Girondins de Bordeaux, qui se trouvent à l'aube d'une période de domination sur le football français et dont il devient un pilier. En 1987 il rejoint l'AS Monaco, avec laquelle il remporte un nouveau titre de champion de France. Il revient à Bordeaux en 1989, et met un terme à sa carrière sportive à la suite de la rétrogradation du club pour raisons financières en 1991.
En 2022, le magazine So Foot le classe dans le top 1000 des meilleurs joueurs du championnat de France, à la 66e place.

### Carrière en équipe de France
Sélectionné dès 1977, à 20 ans, il participe aux épopées de l'équipe de France du début des années 1980 et compte 56 sélections, durant lesquelles il inscrit 3 buts. Il est notamment présent lors des coupes du monde de 1978, 1982 et de 1986 et lors de la victoire des bleus au Championnat d'Europe de football 1984. 
Lors de la deuxième mi-temps de la fameuse demi-finale de Séville en Coupe du monde 1982 face à l'Allemagne, il  se présente seul face au but allemand et est percuté brutalement par le gardien de but Harald Schumacher alors qu'il n'est plus en possession du ballon. Il est évacué du terrain, inanimé, sur une civière, accompagné par son ami Michel Platini qui lui tient la main. Ce choc très violent, qui lui fait perdre trois dents et lui endommage une vertèbre, n'est cependant pas sanctionné d'un carton par l'arbitre néerlandais Charles Corver, qui n'a pas non plus sifflé de faute.
Au cours de la finale du championnat d'Europe 1984 contre l'Espagne et alors que la France mène 1 à 0, Battiston simule une blessure pour se faire remplacer par Manuel Amoros. Amoros, titulaire en défense au début de la compétition est suspendu au cours du premier match et ne peut pas rejouer avant une finale. Battiston estime alors que son coéquipier « méritait de connaître une finale ».

### Reconversion
Après avoir été directeur sportif de 1991 à 1995 et directeur du marketing des Girondins de Bordeaux la saison suivante, Patrick Battiston devient directeur sportif des jeunes de 1996 à 1998. Il devient directeur du centre de formation la saison suivante, poste qu'il occupe jusqu'en 2003, et dirige en même temps pendant une saison l'équipe réserve. Entraîneur des moins des 17 ans dont Matthieu Valverde, Gérald Cid et Marouane Chamakh en 2000-2001, avec lesquels il perd la finale du championnat de France des moins de 17 ans face au FC Metz (2-1). Il est entraîneur de l'équipe C des Girondins en 2001-2002.
Il redevient en 2003 entraîneur de l'équipe réserve jusqu'en 2017,.
Il a commenté quelques matches de la Coupe du monde 1998 sur France Télévisions en compagnie de Patrick Montel.

## Palmarès
Patrick Battiston a disputé 678 matchs pour 45 buts marqués durant sa carrière professionnelle. Avec 558 matchs disputés en championnat de France, il est le 6e joueur à avoir disputé le plus de rencontres en championnat de France et le troisième joueur de champ derrière Alain Giresse (586 matchs) et Sylvain Kastendeuch . Avec l'AS Saint-Étienne, il remporte le  championnat de France en 1981 et termine vice-champion en 1982. Il est également, avec les Verts, finaliste de la Coupe de France en 1981 et 1982.
Sous les couleurs des Girondins de Bordeaux, il gagne trois championnats de France en 1984, 1985 et 1987 ainsi que la coupe de France en 1986. Autre trophée remporté avec les Girondins, le  trophée des champions en 1987. Vice-champion de France en 1990, il atteint également avec son club les demi-finales de la coupe des clubs champions européens en 1985 et de la coupe d'Europe des vainqueurs de coupe en 1987.
Patrick Battiston gagne de nouveau le titre de champion de France en 1988 avec l'AS Monaco. Il fait partie des trois joueurs, avec Bernard Gardon et Alain Roche à avoir remporté le championnat de France avec trois clubs différents. Il est aussi, avec les Monégasques, finaliste de la coupe de France en 1989.
En équipe de France, il compte 56 sélections pour trois buts marqués. Il gagne le championnat d'Europe en 1984 et atteint les demi-finales des coupes du monde en 1982, la France se classe quatrième, puis en 1986 où les Bleus se classent en troisième place. Avec l'équipe de France olympique, il est également quart de finaliste aux Jeux olympiques de Montréal en 1976.
Comme entraîneur de l'équipe réserve des Girondins de Bordeaux, il est champion de France de CFA en 2005.

## Statistiques
Le tableau ci-dessous résume les statistiques en match officiel de Patrick Battiston durant sa carrière de joueur professionnel.
| Saison      | Club                  | Pays   | Championnat | Championnat | Championnat | Coupes nationales | Coupes nationales | Coupe d'Europe | Coupe d'Europe | Coupe d'Europe | Sélection | Sélection |
| Saison      | Club                  | Pays   | Division    | Matchs      | Buts        | Matchs            | Buts              | Type           | Matchs         | Buts           | Matchs    | Buts      |
| ----------- | --------------------- | ------ | ----------- | ----------- | ----------- | ----------------- | ----------------- | -------------- | -------------- | -------------- | --------- | --------- |
| 1973 - 1974 | FC Metz               | France | Division 1  | 6           | 0           | 1                 | 0                 | -              | -              | -              | -         | -         |
| 1974 - 1975 | FC Metz               | France | Division 1  | 4           | 0           | -                 | -                 | -              | -              | -              | -         | -         |
| 1975 - 1976 | FC Metz               | France | Division 1  | 32          | 2           | 4                 | 0                 | -              | -              | -              | -         | -         |
| 1976 - 1977 | FC Metz               | France | Division 1  | 37          | 3           | 3                 | 0                 | -              | -              | -              | 2         | 0         |
| 1977 - 1978 | FC Metz               | France | Division 1  | 36          | 5           | 4                 | 2                 | -              | -              | -              | 4         | 0         |
| 1978 - 1979 | FC Metz               | France | Division 1  | 36          | 5           | 3                 | 0                 | -              | -              | -              | 5         | 0         |
| 1979 - 1980 | FC Metz               | France | Division 1  | 31          | 5           | 3                 | 0                 | -              | -              | -              | 3         | 1         |
| 1980 - 1981 | AS Saint-Étienne      | France | Division 1  | 38          | 4           | 10                | 0                 | C3             | 8              | 0              | 2         | 0         |
| 1981 - 1982 | AS Saint-Étienne      | France | Division 1  | 35          | 1           | 9                 | 0                 | C1             | 2              | 0              | 6         | 0         |
| 1982 - 1983 | AS Saint-Étienne      | France | Division 1  | 29          | 3           | 2                 | 1                 | C3             | 3              | 0              | 4         | 1         |
| 1983 - 1984 | Girondins de Bordeaux | France | Division 1  | 36          | 3           | 5                 | 0                 | C3             | 2              | 0              | 10        | 0         |
| 1984 - 1985 | Girondins de Bordeaux | France | Division 1  | 33          | 6           | 3                 | 0                 | C1             | 8              | 2              | 2         | 1         |
| 1985 - 1986 | Girondins de Bordeaux | France | Division 1  | 35          | 1           | 10                | 0                 | C1             | 2              | 0              | 11        | 0         |
| 1986 - 1987 | Girondins de Bordeaux | France | Division 1  | 32          | 0           | 1                 | 1                 | C2             | 7              | 0              | 3         | 0         |
| 1987 - 1988 | AS Monaco             | France | Division 1  | 33          | 0           | 3                 | 0                 | -              | -              | -              | 1         | 0         |
| 1988 - 1989 | AS Monaco             | France | Division 1  | 35          | 0           | 9                 | 0                 | C1             | 6              | 0              | 3         | 0         |
| 1989 - 1990 | Girondins de Bordeaux | France | Division 1  | 38          | 0           | 4                 | 0                 | -              | -              | -              | -         | -         |
| 1990 - 1991 | Girondins de Bordeaux | France | Division 1  | 33          | 1           | 1                 | 0                 | C3             | 5              | 0              | -         | -         |
| Total       | Total                 | Total  | Total       | 558         | 39          | 77                | 4                 | -              | 43             | 2              | 56        | 3         |